# Durne Rogi
Durne Rogi (słow. Pyšné rohy) – turnia w dolnym fragmencie Durnej Grani w słowackiej części Tatr Wysokich. Na północy graniczy ze Skrajną Durną Basztą, od której oddziela ją Wyżnia Durna Szczerba, natomiast na południe od Durnych Rogów położona jest Durna Kopa, oddzielona Niżnią Durną Szczerbą. Durne Rogi są dwoma dużymi zębami skalnymi wyrastającymi z grani.
Turnia jest wyłączona z ruchu turystycznego. Zachodnie stoki Durnych Rogów opadają do Spiskiego Kotła, natomiast wschodnie do Klimkowego Żlebu – dwóch odgałęzień Doliny Małej Zimnej Wody i jej górnego piętra, Doliny Pięciu Stawów Spiskich.

## Przypisy

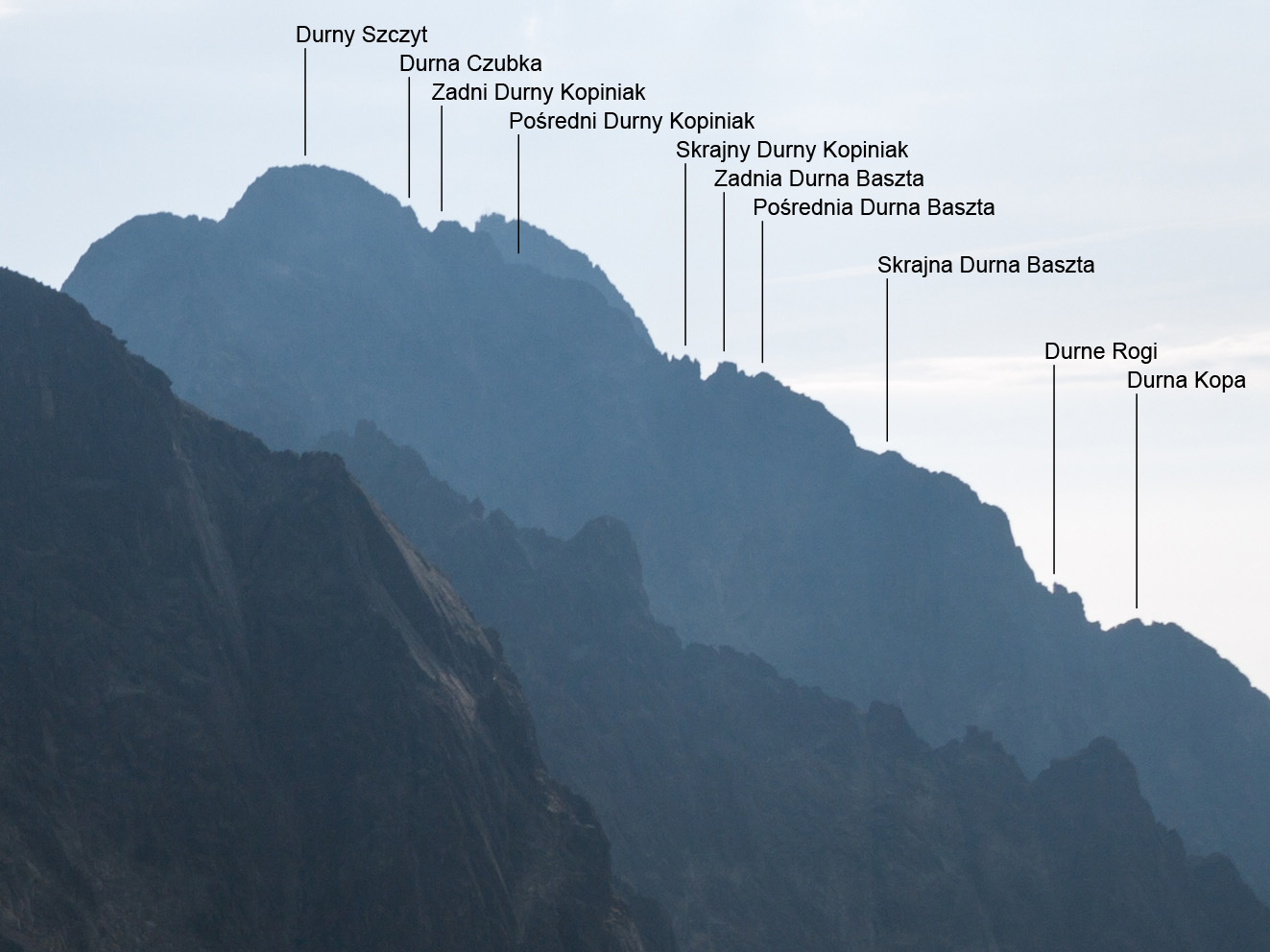
Widok na Durną Grań ze Śnieżnego Zwornika